# A Flintstone család: Kőkorszaki horrordili
A Flintstone család: Kőkorszaki horrordili (eredeti cím: The Flintstones Meet Rockula and Frankenstone) 1979-ben bemutatott amerikai televíziós rajzfilm, amelyet Ray Patterson rendezett. Az animációs játékfilm producere Alex Lovy. A forgatókönyvet Willie Gilbert írta, a zenéjét Hoyt Curtin szerezte. A tévéfilm a Hanna-Barbera gyártásában készült.
Amerikában 1979. október 30-án az NBC  sugározta, Magyarországon 1993-ban adták ki VHS-en a Flintstone család új szomszédai című rajzfilmmel együtt.

## Szereplők
| Szereplő        | Eredeti hang    | Magyar hang      |
| --------------- | --------------- | ---------------- |
| Kovakövi Frédi  | Henry Corden    | Kránitz Lajos    |
| Kavicsi Béni    | Mel Blanc       | Kerekes József   |
| Dínó            | Mel Blanc       | Bartucz Attila   |
| Reilly őrmester | Mel Blanc       | Kiss László      |
| Kovakövi Vilma  | Jean Vander Pyl | Kocsis Mariann   |
| Gladys          | Jean Vander Pyl | Kassai Ilona     |
| Kavicsi Irma    | Gay Autterson   | Jani Ildikó      |
| Drakula gróf    | John Stephenson | Velenczey István |
| Rendőrfőnök     | John Stephenson | Horkai János     |
| Frankentesírásó | Ted Cassidy     | Kristóf Tibor    |
| Igor            | Don Messick     | Hollósi Frigyes  |
| Monty Marble    | Casey Kasem     | Harsányi Gábor   |
| Mr. Silica      | Lennie Weinrib  | Izsóf Vilmos     |

## Magyar megjelenés
Magyarországon a VHS-kiadványban a Flintstonék új szomszédai című 25 perces rajzfilmmel együtt volt, a ZOOM Kft. gondozásában.